# Гели Раубал
Ангела „Гели“ Раубал (на немски: Angela „Geli“ Raubal) е полуплеменница на германския нацистки лидер Адолф Хитлер.

## Биография
Родена е в Линц, където израства с брат си Лео и сестра си Елфриде. Баща ѝ почива на 31-годишна възраст, когато Гели е на 2 години. Тя и Елфриде заминават с майка си, когато тя става икономка на Адолф Хитлер през 1925 г. Раубал навършва 17 години и следващите 6 години прекарва в близък контакт с чичо си. През 1928 г. майка ѝ получава работа на домакин във вилата Бергхоф, близо до Берхтесгаден. Раубал се премества в апартамента на Хитлер в Мюнхен през 1929 г., когато се записва да учи медицина в Мюнхенски университет Лудвиг-Максимилиан. Не завършва образованието си.
Докато се издига на власт като водач на Нацистката партия, Хитлер контролира здраво и доминира над живота на Раубал. Когато през декември 1927 г. разбира, че тя има връзка с шофьора си Емил Морис, той я принуждава да спре аферата и уволнява Морис. След това не ѝ позволява да се свързва свободно с приятелите си и винаги е с нея, придружавайки я на пазаруване, на кино, на опера.

## Смърт
Раубал живее в апартамента на Хитлер в Мюнхен, където има строг контрол върху действията ѝ. Тя всъщност е като затворник, но планира да избяга във Виена, за да продължи уроците си по пеене. Майка ѝ казва на следователите след войната, че дъщеря ѝ се надявала да се омъжи за мъж от Линц, но Хитлер е забранил връзката. Той и Раубал твърдят, че отказва да я пусне да отиде във Виена на 18 септември 1931 г. Той заминава за среща в Нюрнберг, но на следващия ден е призован в Мюнхен с новината, че Раубал е мъртва и че очевидно е била застреляна в апартамента на Хитлер в Мюнхен с пистолета „Валтер“, който той ѝ оставя за да се пази.
В медиите веднага се появяват слухове за физическо насилие, евентуална сексуална връзка, увлечение на Раубал към нейния чичо и дори убийство. Ото Щрасер, политически противник на Хитлер, е източник на някои от най-сензационните истории. Историкът Иън Кершоу твърди, че „независимо дали е активно сексуално или не, поведението на Хитлер към Гели има всички признаци на силна, латентна, поне сексуална зависимост“. Смъртта ѝ е определена като самоубийство. Хитлер е съсипан и претърпява интензивна депресия. Усамотява се в къща на брега на езерото Тегернзе и не присъства на погребението във Виена на 24 септември. Посещава гроба ѝ във Виена 2 дни по-късно. След това преодолява депресията си и се пренасочва отново към политиката.
По-късно Хитлер заявява, че Раубал е единствената жена, която някога е обичал. Стаята ѝ в Бергхоф е оставена така, както е била, а той окачва нейни портрети в собствената си стая там и в канцлерството в Берлин.